# Mimizuka

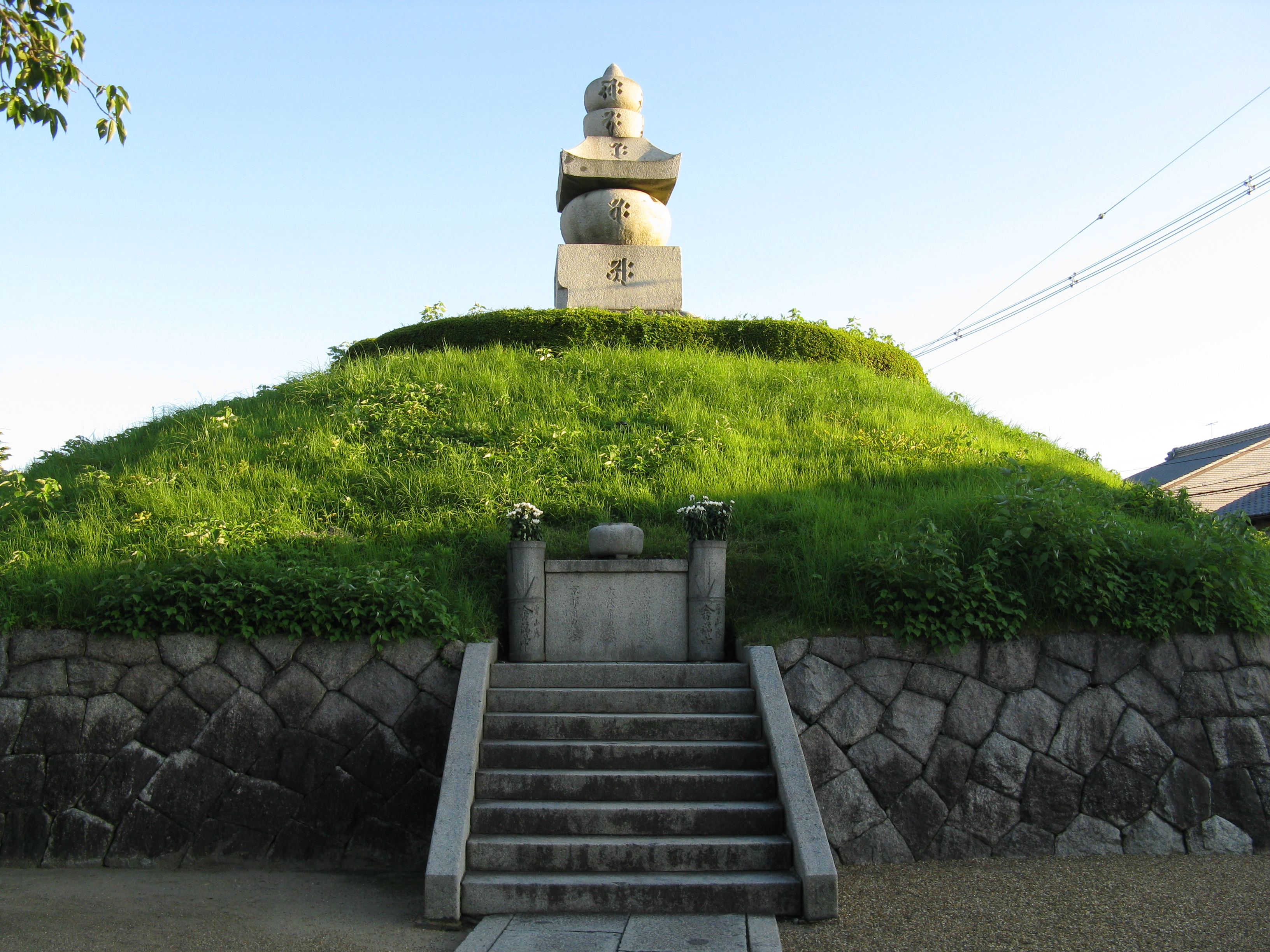
„Mimizuka“ in Kyōto

Mimizuka (japanisch 耳塚 ‚Ohrengrab‘), bis zum Anfang des 17. Jahrhunderts als Hanazuka (japanisch 鼻塚 ‚Nasengrab‘) bekannt, ist ein Hügelgrab in Higashiyama-ku, Kyōto, Japan, das Zehntausende oder sogar über hunderttausend menschlicher Nasen als Kriegstrophäen enthält. Es ist das größte Nasengrab und wurde von Toyotomi Hideyoshi angelegt.

## Entstehungsgeschichte
Der Hügel entstand während der zweiten Invasion (1597–1598) Koreas im Imjin-Krieg. Der japanische Feldherr Toyotomi Hideyoshi ließ seine Truppen die Köpfe der besiegten Gegner als Trophäen sammeln, die ihm vorgelegt werden mussten. Hierdurch wurde ihm bewiesen, dass seine Generäle seine Befehle umsetzten. Die Kopfjagd war in der japanischen Kriegsführung Tradition, aber der logistische Aufwand der benötigt wurde, um die vielen Köpfe in Salz einzulegen und nach Japan zu verschiffen war groß. Stattdessen wurde laut den überlieferten Quellen erstmals nach der Belagerung von Namwon (23. bis 26. September 1597) den 3.726 gesammelten Köpfen nur die Nasen abgeschnitten, eingelegt und in Holzfässern nach Japan gesandt. Es war der Beginn einer für die Invasion prägenden Praxis.
Toyotomi Hideyoshi ließ in Kyoto zahlreiche Gebäude bauen. Im heutigen Higashiyama-ku errichtete er im Jahr 1595 den Hōkō-ji zu Ehren seiner Familie. 1597 befahl er gleich daneben den Bau eines Hügelgrabs, in dem die in Korea erbeuteten Nasen bestattet werden sollten. Am 28. November 1597 wurde das als Hanazuka bezeichnete Grab feierlich als Gedenkstätte und Triumphmonument eingeweiht. Der Gorintō auf dem Hügel soll kurz nach der Aufschüttung des Hügels errichtet worden sein. Er ist erstmals auf einer Karte von 1643 eingezeichnet. Nach dem Tod Hideyoshis im Jahr 1598 wurde er in einem Mausoleum in der Nähe begraben und ein Schrein zu seinen ehren neben dem Hoko-ji und dem Hanazuka errichtet. Nach dem Aussterben der Toyotomis im Jahr 1615 wurde der Schrein abgerissen und das Mausoleum verfiel. Der Tempel und das Hanazuka wurden jedoch instand gehalten.
Es ist unbekannt, wie viele Körperteile sich im Grab befanden, und ob neben Nasen auch Ohren oder Köpfe begraben wurden. Ebenso ist nicht klar, ob nach der Einweihung weitere erbeutete Trophäen hinzugefügt oder ob diese in anderen Nasengräbern beerdigt wurden. Bis zum Jahr 2022 waren nur vier weitere Nasengräber in Japan identifiziert und es ist unklar, wo die laut japanischen Quellen 214.752 erbeuteten Köpfe und Nasen verblieben.

## Rezeption

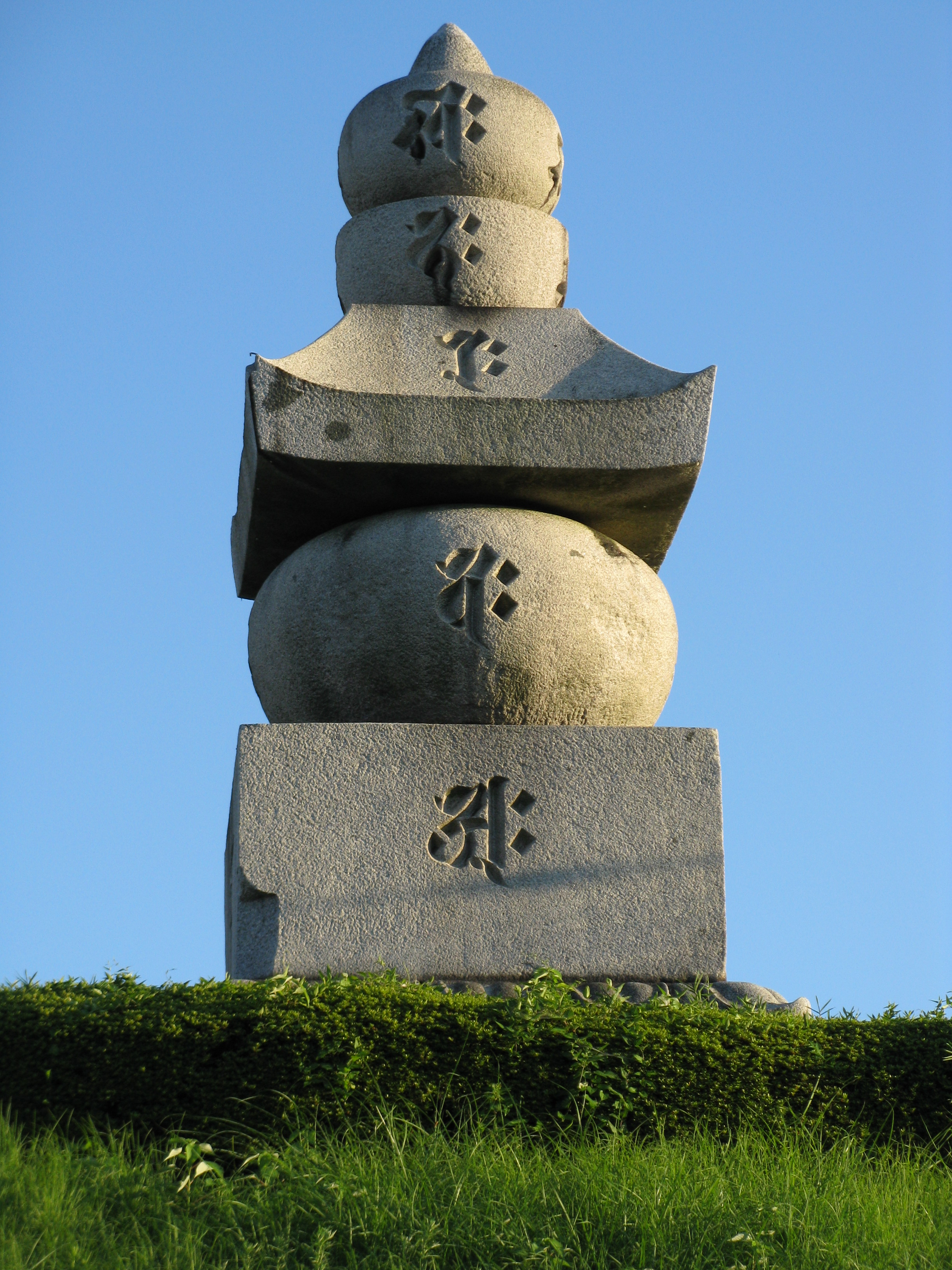
Nahaufnahme des Gorintō

Die Lage neben den wichtigen Bauwerken Toyotomi Hideyoshis zeigt die Symbolträchtigkeit, die das Nasengrab bei seiner Errichtung haben sollte. Die Tokugawa-Shogune nutzten das Hanazuka auch nach ihrer Machtübernahme als Symbol, um die Überlegenheit Japans über seine Nachbarn zu demonstrieren. So war der Grabhügel auch eine der Stationen zu denen Gesandte während offizieller Besuche gebracht wurden. Darunter Emissäre aus den Niederlanden, aber auch aus Korea. Nach und nach veränderte sich die Rezeption jedoch. Der neokonfuzianische Gelehrte Hayashi Razan (1583–1657), ein Berater des Shoguns, hatte Anfang des 17. Jahrhunderts erwirkt, dass das Hanazuka umbenannt und stattdessen Mimizuka (Ohrengrab) genannt wird. Nasengrab sei zu brutal und barbarisch. Anfang des 18. Jahrhunderts wehrten sich koreanische Gesandte gegen den Besuch und schlussendlich wurde eine hohe Bambuswand um die Anlage errichtet, um sie vor den Blicken zu verbergen.
In den Anfängen der Meiji-Zeit, als auch Toyotomi Hideyoshi wieder große Verehrung zuteilwurde, wurde 1898 anlässlich seines 300. Todesjahres die Anlage wieder instand gesetzt und ein Gedenkstein namens Mimizuka Shūei Kuyōhi (耳塚修営供養碑; „Gedenkstein zur buddhistischen Todesandacht und Instandsetzung des Ohrenhügels“) errichtet. Darauf wurde Toyotomi für den Bau des Nasengrabs als Symbol für internationale Versöhnung und Ehrung der gegnerischen Kriegstoten gepriesen. Bereits seit 1873 war das Mimizuka in englischsprachigen Reiseführern für Kyoto enthalten und entwickelte sich zu einer touristischen Sehenswürdigkeit.
Während der japanischen Herrschaft über Korea gab es vermehrt Anstrengungen für die Zerstörung des Monuments durch koreanische Aktivisten, aber auch Mary Crozier, die Ehefrau des US-Generals William Crozier, setzte sich dafür ein.
Am 12. April 1969 wurden der Tempel und mit ihm Mimizuka zur nationalen historischen Stätte „Hōkō-ji-Steinwall und Steinstupas“ (方広寺石塁および石塔, Hōkō-ji Sekirui oyobi Sekitō) ernannt.
In den 1970er Jahren kam es in Südkorea unter Park Chung-hee zu starken Kontroversen um den Hügel, in deren Verlauf auch die Einebnung des Hügels gefordert wurde. Gegner des Hügels waren der Ansicht, dieser sei beschämend für Nord- und Südkoreaner. Teilweise wurde auch gefordert, den Hügel nach Südkorea zu verlegen, was die Seelen der Verstorbenen beruhigen sollte. Es wurde auch ein Schild davor aufgestellt, das die Invasionen Toyotomis kritischer betrachtet. In den 1980er Jahren kam es in Südkorea zu einer Reisewelle zu Trauerdiensten zum Mimizuka. In japanischen Schulbüchern fanden sich bis Mitte der 1980er Jahre keine Erwähnungen des Hügels (siehe auch Japanischer Schulbuchstreit). Ab den 1990er-Jahren wurde über die Rückführung von Überresten (beziehungsweise der Erde) nach Korea diskutiert. Eine Handvoll Erde des Mimizuka in Kyoto wurde 1992 überführt.
Am 28. September 1997, zum 400. Jahrestag der Einweihung des Hügels, wurde eine Gedenkzeremonie abgehalten. Daran nahmen auch Südkoreaner, buddhistische Priester und christliche Pfarrer teil. Veranstaltet wurde diese von südkoreanischen und japanischen Nichtregierungsorganisationen. Von diesem Zeitpunkt an wurde diese Zeremonie regelmäßig jedes Jahr abgehalten. Dennoch ist der Hügel in Japan weitgehend unbekannt. Die meisten Besucher sind südkoreanischer Abstammung.